# جاك أوكونور
جاك أوكونور (6 نوفمبر 1897 في المملكة المتحدة - 22 فبراير 1977) (بالإنجليزية: Jack O'Connor)‏ هو لاعب كريكت بريطاني (وحمل سابقاً جنسية المملكة المتحدة لبريطانيا العظمى وأيرلندا). شارك مع منتخب إنجلترا للكريكت.

## وصلات خارجية
- جاك أوكونور على موقع إي آس بي آن كريك إنفو (الإنجليزية)